# Carlheinz Neumann
Karl Heinz Max "Carlheinz" Neumann (ur. 27 listopada 1905 w Berlinie, zm. 19 maja 1983 w Berlinie Zachodnim) – niemiecki wioślarz, złoty medalista olimpijski.
Wystąpił na igrzyskach olimpijskich w Los Angeles w 1932, gdzie Niemcy w składzie: Hans Eller, Horst Hoeck, Walter Meyer, Joachim Spremberg i Carlheinz Neumann (sternik) zdobyli złoty medal w czwórkach ze sternikiem. W finale o 0,2 sekundy wyprzedzili Włochów i o ponad 7 sekund Polaków. Był to jego jedyny start olimpijski.
Ponadto wywalczył złoty medal w ósemkach na mistrzostwach Europy w Mediolanie (1938).
Trzykrotnie był mistrzem kraju: w czwórkach ze sternikiem w 1933 oraz w ósemkach w latach 1937 i 1938.